# An Triệu Khánh
An Triệu Khánh (sinh tháng 5 năm 1957) là Thượng tướng Lực lượng Cảnh sát Vũ trang Nhân dân Trung Quốc (PAP). Ông là Ủy viên Ủy ban Trung ương Đảng Cộng sản Trung Quốc khóa XIX, nguyên là Chính ủy Lực lượng Cảnh sát Vũ trang Nhân dân Trung Quốc.

## Tiểu sử
An Triệu Khánh là người Tích Bá sinh tháng 5 năm 1957, người Lan Tây, tỉnh Hắc Long Giang. Ông từng giữ chức Chính ủy Sư đoàn 1 Không quân Quân khu Thẩm Dương và Chính ủy Học viện bay số 1 Không quân.
Năm 2009, ông được bổ nhiệm làm Phó Chủ nhiệm Chính trị Không quân Quân khu Thẩm Dương. Cùng năm đó, ông được thăng quân hàm Thiếu tướng Không quân.
Năm 2013, ông được bổ nhiệm làm Chủ nhiệm Chính trị Không quân Quân khu Nam Kinh. Tháng 12 năm 2014, ông được bổ nhiệm giữ chức Chính ủy Không quân Quân khu Quảng Châu.
Ngày 1 tháng 2 năm 2016, Chủ tịch Quân ủy Trung ương Tập Cận Bình tuyên bố giải thể 7 Quân khu là Bắc Kinh, Thẩm Dương, Tế Nam, Nam Kinh, Quảng Châu, Lan Châu và Thành Đô để thành lập 5 Chiến khu là Chiến khu Đông, Chiến khu Bắc, Chiến khu Nam, Chiến khu Tây và Chiến khu Trung ương. An Triệu Khánh được bổ nhiệm giữ chức Phó Chính ủy Chiến khu Nam bộ kiêm Chính ủy Không quân Chiến khu Nam bộ.
Tháng 7 năm 2016, ông được thăng quân hàm Trung tướng Không quân. Tháng 1 năm 2017, ông được bổ nhiệm giữ chức vụ Chính ủy Bộ Phát triển Trang bị Quân ủy Trung ương. Ngày 24 tháng 10 năm 2017, tại phiên bế mạc của Đại hội Đảng Cộng sản Trung Quốc lần thứ XIX, ông được bầu làm Ủy viên Ban Chấp hành Trung ương Đảng Cộng sản Trung Quốc khóa XIX.
Ông là đại biểu Quốc hội khóa XIII (2018-2023).
Tháng 3 năm 2019, ông được bổ nhiệm làm Chính ủy Lực lượng Cảnh sát Vũ trang Nhân dân Trung Quốc thay Thượng tướng Chu Sinh Lĩnh.
Ngày 31 tháng 7 năm 2019, ông được thăng quân hàm Thượng tướng.